# Jimmy Calderwood
Pour les articles homonymes, voir Calderwood.
James Calderwood est un footballeur écossais, reconverti entraîneur, né le 28 février 1955 à Glasgow et mort le 19 janvier 2025. Il joue au poste de défenseur.
Il est finaliste de la Coupe d'Écosse en 2004 en tant que manager du club de Dunfermline.

## Carrière

### Joueur
- 1972-mars 1980 : Birmingham City 
  - 1979-mars 1980 : Cambridge United  (prêt)
- mars 1980-1980  : Sparta Rotterdam
- 1980-1982 : Willem II Tilburg
- 1982-1987 : Roda JC
- 1988-1989 : Heracles Almelo

### Entraîneur
- 1995-1997 : Willem II Tilburg
- 1997-nov. 1999 : NEC Nimègue
- déc. 1999-2004 : Dunfermline
- 2004-2009 : Aberdeen FC
- jan. 2014-fév. 2014 : De Graafschap Doetinchem